# Schoenobiblus cannabinus
Schoenobiblus cannabinus är en tibastväxtart som beskrevs av José Cuatrecasas. Schoenobiblus cannabinus ingår i släktet Schoenobiblus och familjen tibastväxter. Inga underarter finns listade i Catalogue of Life.